# Precario silencio
Precario silencio (título original en inglés: Admiring Silence) es una novela de ficción histórica publicada en Reino Unido en 1996 por el escritor británico nacido en Zanzíbar (Tanzania) y ganador del Premio Nobel, Abdulrazak Gurnah. Es la quinta novela de Gurnah y fue publicada por primera vez por la editorial Hamish Hamilton el 16 de septiembre de 1996.
La trama sigue a un refugiado de Zanzíbar anónimo que vive en Inglaterra, después de huir allí a principios de la década de 1960. En Inglaterra, se convierte en profesor y cría a una hija con su pareja inglesa blanca. Tras veinte años de exilio de su tierra natal, el narrador regresa a Zanzíbar para reflexionar sobre su pasado y encuentra un lugar que ya no es su hogar.
El libro recibió críticas positivas. Un crítico de Kirkus Reviews lo describió como una «historia bellamente calibrada sobre una angustiosa búsqueda del hogar» y elogió sus temas de inmigración y colonialismo. Publishers Weekly aplaudió el análisis que Gurnah hizo de las cuestiones culturales y la caracterización del narrador.